# Marit Lange
Marit Ingeborg Lange, född 22 januari 1943, är en norsk konsthistoriker.
Marit Lange disputerade i konsthistoria vid Universitetet i Bergen 1996 på en avhandling om Harriet Backer. Hon var under många år chef för Maleri- og skulpturavdelingen på Nasjonalgalleriet i Oslo.
Hon är gift med konsthistorikern Magne Malmanger (född 1932).